# Chiamate Roma 3131
Chiamate Roma 3131 è stata una trasmissione radiofonica di Rai Radio 2, nata il 7 gennaio 1969 e cessata nel 1995.
Trasmissione storica, ha rappresentato il primo tentativo in Italia di contatto diretto e senza filtri tra l'ascoltatore ed il mezzo di comunicazione.

## Storia
La trasmissione nacque da un'idea di Luciano Rispoli (suo anche il titolo e la designazione dei primi conduttori), Adriano Magli, Loredana Rotondo e fu condotta da Gianni Boncompagni, Franco Moccagatta e Federica Taddei dal 7 gennaio 1969 tutti i giorni dal lunedì al venerdì dalle 10,40 alle 12,10 sul Secondo Programma Radio Rai. Il successo raggiunto fece della trasmissione la più seguita dei canali radiofonici della RAI, con punte di ascolto di 10 milioni di ascoltatori.
Un contributo di notevole rilievo fu dato dalla partecipazione del professor Fausto Antonini (1932-1996), docente di antropologia filosofica all'Università la Sapienza di Roma e psicologo di successo. Il professor Antonini conduceva, in contatto telefonico con gli ascoltatori, una rubrica dedicata alle problematiche del sesso e dei rapporti interpersonali, precursore quindi di argomenti che in quei tempi erano considerati quasi "tabù". 
Nel 1974  cambiarono i conduttori, con l'arrivo di Paolo Cavallina e Luca Liguori "Chiamate Roma 3131" fu spostata nella fascia pomeridiana dalle 17,50 alle 19,30 sempre dal lunedì al venerdì. Dal 7 ottobre 1974 al 27 giugno 1975 Paolo Cavallina fu affiancato nella conduzione da Velio Baldassarre sempre nel tardo pomeriggio. Nel 1975 il programma fu tolto dal palinsesto a causa del calo degli ascolti. La sigla che caratterizzo' il ciclo storico di "Chiamate Roma 3131" dal 1969 al 1975 fu la strumentale "Alligator Boogaloo" del sassofonista statunitense Lou Donaldson e title-track dell'album uscito nell'agosto 1967, il brano fu scelto dallo stesso Gianni Boncompagni (primo conduttore del programma ed all'epoca programmatore musicale con la facoltà di scegliere i dischi da mandare in onda) che ascolto' e giudico' perfetto per la trasmissione.
Dal 29 Ottobre 1979 riapparve sul secondo canale (Radiodue) con il titolo di Radiodue 3131 con due trasmissioni distinte la mattina dalle 9,32 alle 11,30 ed il pomeriggio dalle 15 alle 16,30 (questa fascia poi l'anno successivo fu soppressa per passare a quella notturna dalle 21,30 alle 23,30 divisa in due parti con l'intervallo per il Gr2 Radionotte delle 22,30), i primi conduttori furono Maria Luisa Algini, Fabrizio Ravaglioli, Flaminia Morandi e Angiolino Lonardi che nel primo periodo presentavano tutti insieme sia l'edizione mattutina che pomeridiana. Dal 1981 al 1990 il programma fu condotto da Corrado Guerzoni direttore all'epoca di Radiodue (e precedentemente direttore responsabile del settimanale "Radiocorriere TV" dal 1969 al 1977) la mattina dal lunedì al venerdì dalle 10,30 alle 12,10 e dal 1987 in alternanza con Gianluca Nicoletti. Nel 1990 il programma, rinominato Il microfono viaggiante del 3131, cambiò radicalmente contenuto. Alla conduzione si alternarono Gianluca Nicoletti e Paolo Restuccia.
Nel 1996 venne condotta da Donatella Raffai fino all'aprile del 1997 quando a conduzione venne affidata ad Enrica Bonaccorti che fu al timone del programma fino a giugno del 1998 riscontrando un grande successo.
Nel gennaio 2020 è andata in onda una versione del programma condotta da Mara Venier col nome "Chiamate Mara 3131".